# 紙包骨
紙包骨是1960年代的香港流行點心。以訂製油紙做成紙袋，再加入排骨及柱侯醬，連袋放入油鍋裏炸香，充分鎖住豐富的肉汁。由於製作繁複，現在已很少人懂得炮製。